# Râul Hoisești
Râul Hoisești este un curs de apă, afluent al râului Bahlui. 